# Castello di Havré
Il castello di Havré è un castello belga situato nella città di Havré, provincia di Hainaut, Vallonia.

## Storia
L'origine del castello è molto antica. Anche se la data ufficiale della sua creazione è attestata solo a partire dal 1226, la sua posizione strategica al confine con l'Haine e ben protetto da paludi era già nota dal XI secolo ai conti delle Fiandre e di Hainaut.
Nel 1255 Ida di Mons sposò Englebert di Enghien e i discendenti di quella famiglia, la casa d'Enghien, saranno i proprietari del castello fino al 1423. Gérard d'Enghien cederà poi la sua terra a Christopher Harcourt. Successivamente il castello passò per matrimonio sotto il controllo delle famiglie di Dunan, di Longueville ed infine di Croÿ; nel 1518 il generale Philippe II di Croÿ, istruttore militare di Carlo d'Asburgo, divenne proprietario del castello ed assunse la carica di Gran Balì di Hainaut, ossia di ufficiale di giustizia superiore del conte. Suo figlio, Charles-Philippe (1 settembre 1549 - Bruxelles † 25 novembre 1613 - Borgogna), fu elevato al titolo di Cavaliere dell'Escorial, è noto per la sua incostanza politica, ma soprattutto perché essendo stato ferito da un colpo di moschetto, venne curato al castello da Ambroise Paré, il famoso Chirurgo dei Re. Nel 1578, il castello visse un periodo particolarmente turbolento, poiché venne assediato dagli eserciti di Don Giovanni d'Austria e di Francesco Ercole di Valois che provocarono non irrilevanti danni alla struttura. Purtroppo nel 1579 un incendio distrusse completamente il castello, lasciando solo le mura.

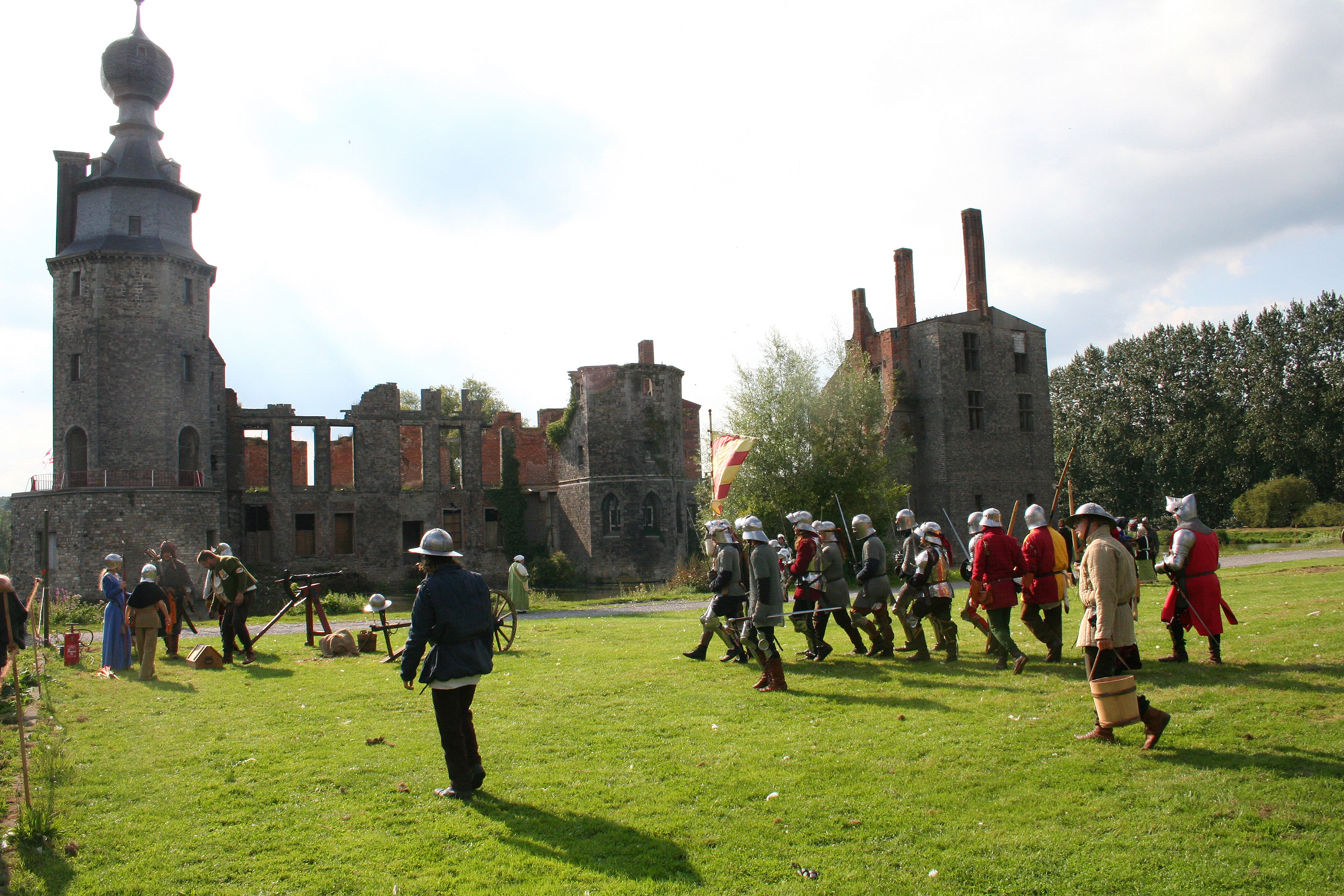
rievocazione medievale al castello di Havré

Dal 1601 al 1603, Charles Alexander, Duca di Croy, marchese di Havré, si impegnò particolarmente per ripristinare il castello al fine di farne uno dei più bei palazzi del Belgio, dove a molti importanti personaggi del tempo sarebbe piaciuto rimanere. Il castello sperimentò tutto quello splendore solamente per meno di un secolo, infatti, poco dopo l'invasione francese del 1792, fu subito venduto come bene nazionale. Nonostante la sua acquisizione del 1807 da parte della famiglia di Croy, è stato progressivamente abbandonato dalla stessa.
Nel 1930 accadde l'irreparabile. Gran parte del castello crollò, trasformando l'edificio in rovine, che la commissione per i monumenti e i siti si affrettò a classificare grazie al Regio Decreto 15 settembre 1936. Oggi, l'organizzazione senza scopo di lucro "Amici del Castello dei Duchi d'Havre", creata nel 1979, sta cercando di salvare il sito; le stanze del castello possono essere affittate per matrimoni, feste e così via.

## Galleria d'immagini

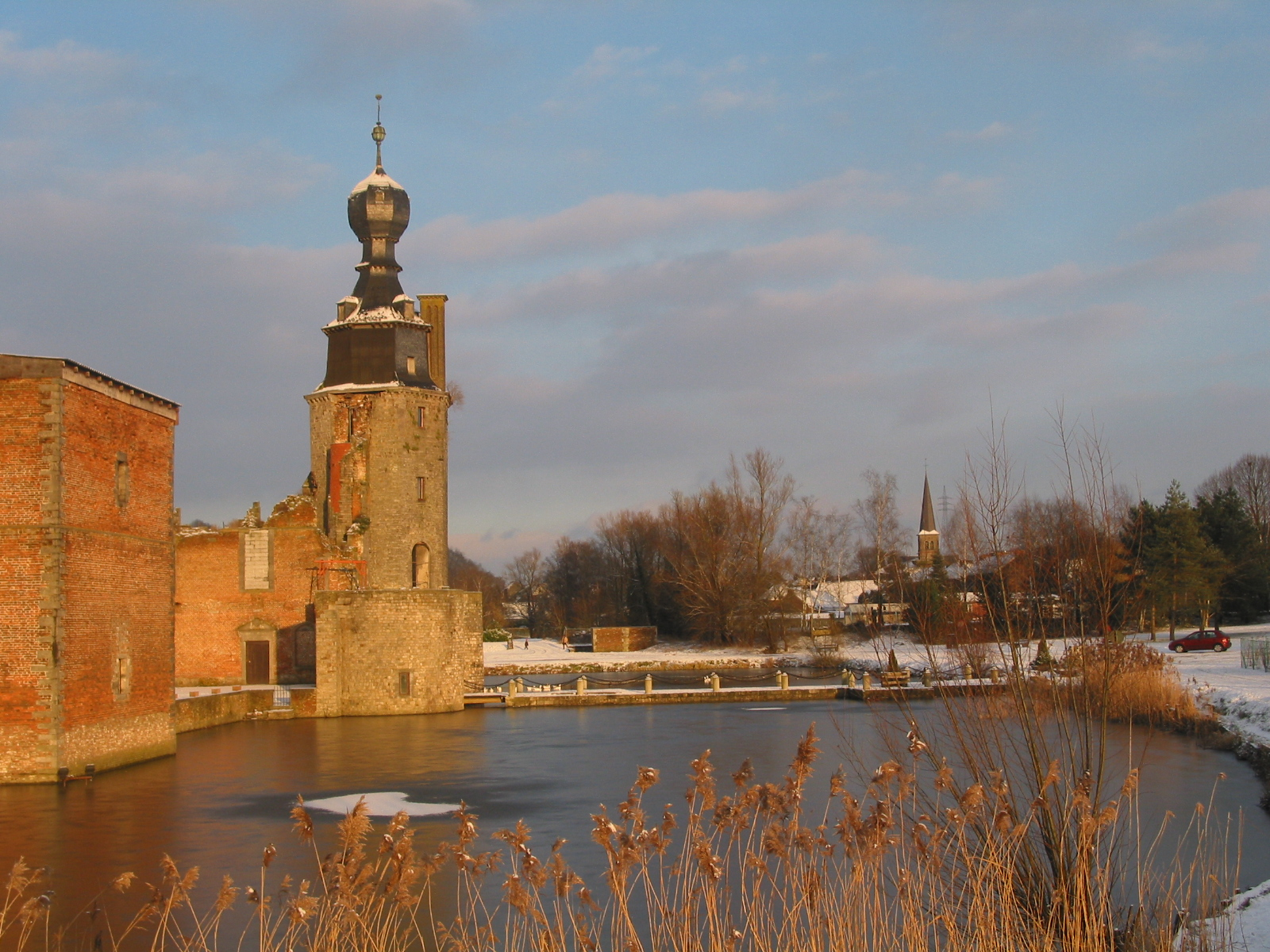
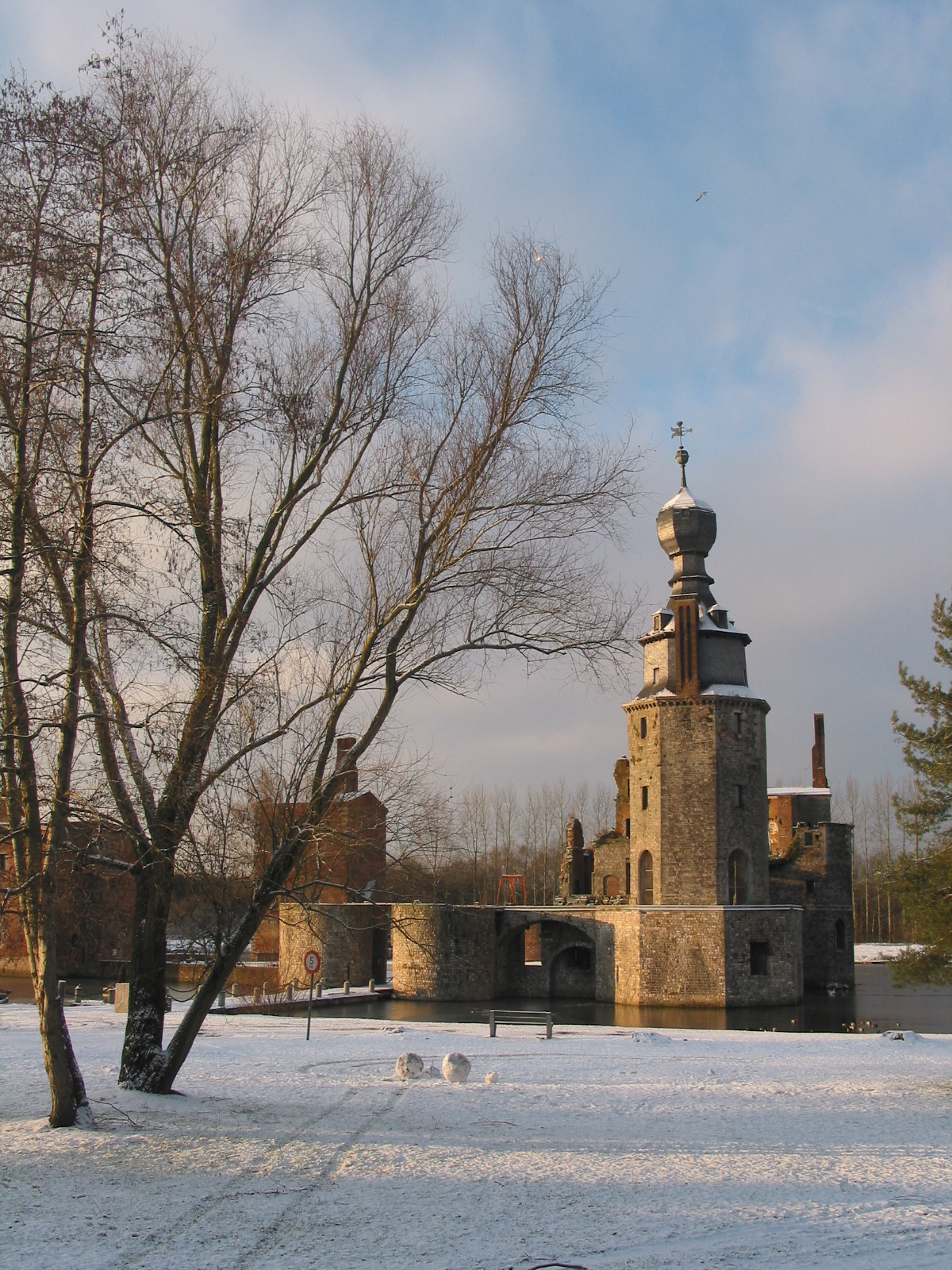
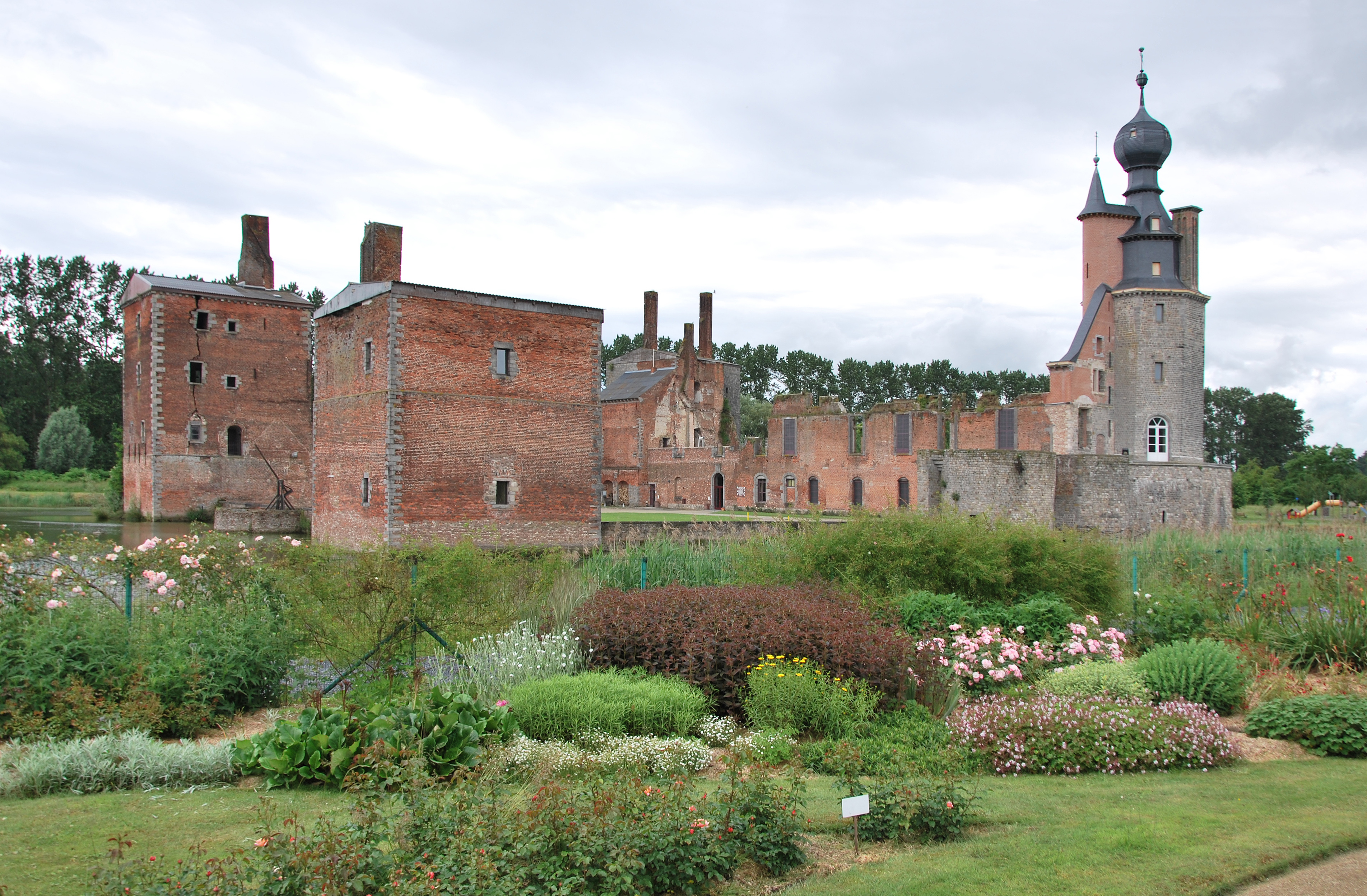
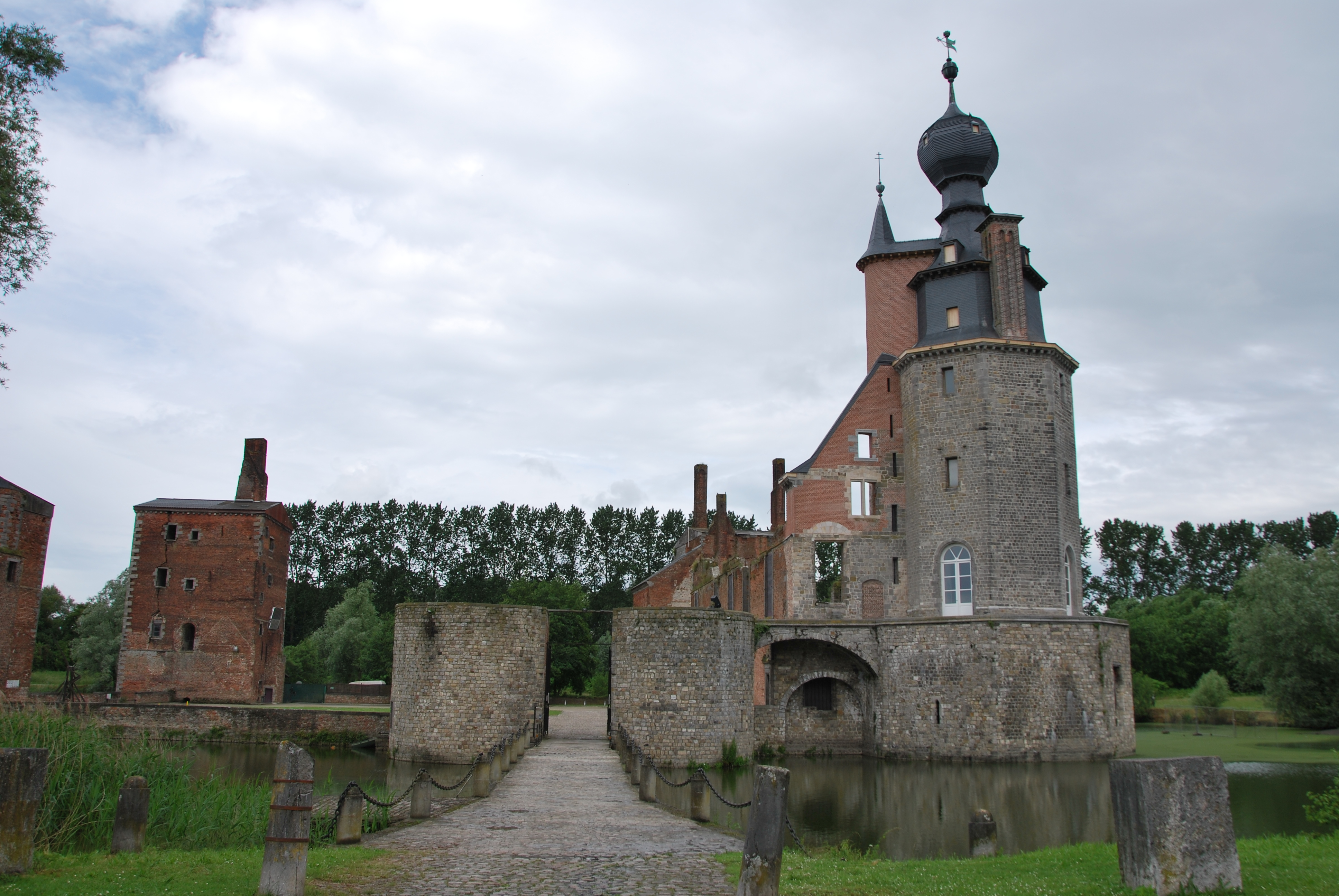
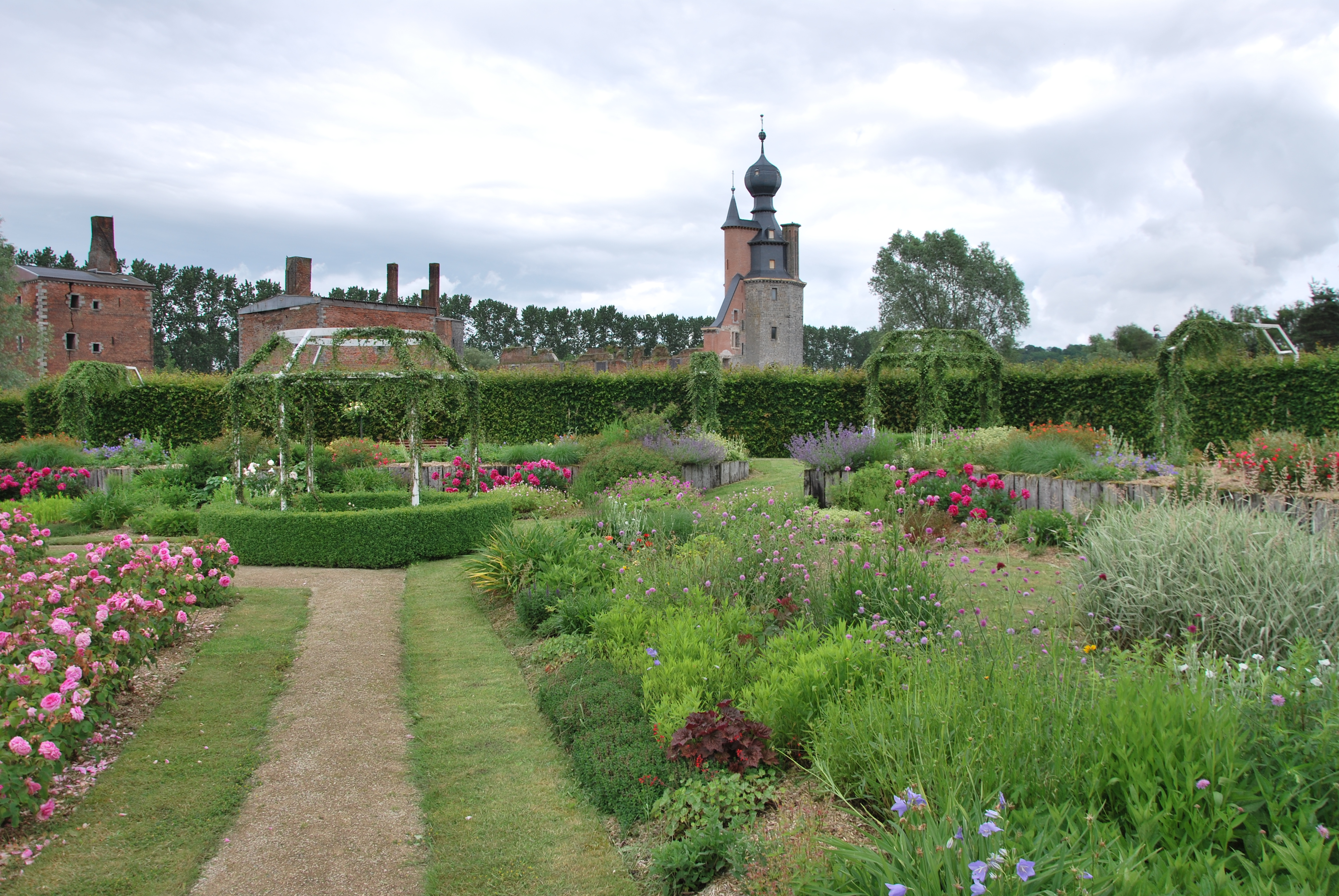